# Abbott and Costello Go to Mars
Abbott and Costello Go to Mars (1953) este un film american science-fiction comedie regizat de Charles Lamont și în care apare echipa de comici Abbott și Costello, celebră în anii '50. Filmul urmărește aventurile lui Lester și Orville care din greșeală ajung pe o rachetă spațială programată să ajungă pe planeta Marte și care, accidental, aterizează la carnavalul Mardi Gras din New Orleans. Lester și Orville sunt forțați de către tâlharii Mugsy și Harry să zboare pe planeta Venus unde se întâlnesc cu o civilizație formată în totalitate din femei. În ciuda titlului niciun personaj din acest film nu ajunge pe planeta Marte.

## Distribuție
- Bud Abbott ca Lester
- Lou Costello ca  Orville
- Mari Blanchard ca Allura
- Robert Paige ca Dr Wilson
- Horace McMahon ca Mugsy
- Martha Hyer ca Janie
- Jack Kruschen ca Harry
- Joe Kirk ca Dr. Orvilla
- Jean Willes ca Cpt. Olivia
- Anita Ekberg ca un paznic venusian
- Renate Hoy ca slujnică (Miss Germania) (menționată ca Renate Huy)
- Harry Shearer ca un băiat